# Michiel Awouters
Michiel Awouters (Neerpelt, 18 september 1994) is een Belgisch Vlaams-nationalistisch politicus voor het Vlaams Belang.

## Levensloop
Awouters groeide op in Opglabbeek en woont nu in Halen.
Van 2013 tot 2016 volgde hij de bacheloropleiding Maatschappelijk Werk aan de Sociale Hogeschool in Heverlee (wat toen tot de Katholieke Hogeschool Leuven behoorde en nu onderdeel is van de UCLL). Nadien volgde hij een schakelprogramma politieke wetenschappen en behaalde in 2018 een master in de Vergelijkende en Internationale Politiek aan de Katholieke Universiteit Leuven.
Van 2018 tot 2019 was Awouters klantendienstvertegenwoordiger bij het outsourcingsbedrijf Teleperformance Portugal in Lissabon en van 2019 tot 2022 was hij beleidsmedewerker organisatieontwikkeling en deskundige economie en internationale samenwerking voor het lokaal bestuur van de gemeente Lubbeek. Van 2023 tot 2024 was hij aan de slag als inhoudelijk medewerker op de beleidsdomeinen Werk, Sociale Zaken en Pensioenen voor de Vlaams Belang-fractie in de federale Kamer. In die hoedanigheid bood hij vooral ondersteuning aan Kamerleden Ellen Samyn en Hans Verreyt.
Bij de Vlaamse verkiezingen van 9 juni 2024 werd Awouters vanop de derde plaats van de Vlaams Belang-lijst in de kieskring Limburg verkozen in het Vlaams Parlement met 11.018 voorkeurstemmen. Hij werd er vast lid van de commissies Werk, Economie, Sociale Economie, Wetenschap en Innovatie en Binnenlands Bestuur en Inburgering.
Op lokaal politiek niveau is Awouters sinds de lokale verkiezingen van oktober 2024 gemeenteraadslid van Halen.